# Rivière de la Grande Coudée
Rivière de la Grande Coudée är ett vattendrag i Kanada.   Det ligger i provinsen Québec, i den sydöstra delen av landet, 400 km öster om huvudstaden Ottawa.
I omgivningarna runt Rivière de la Grande Coudée växer i huvudsak blandskog. Runt Rivière de la Grande Coudée är det ganska tätbefolkat, med 129 invånare per kvadratkilometer.